# رسول أباد (مقاطعة فارياب)
رسول أباد (بالفارسية: موتور رسول‌آباد حور) هي مستوطنة تقع في كرمان في إيران. يقدر عدد سكانها بـ 9 نسمة بحسب إحصاء 2016.